# A+ (chaîne de télévision)
Pour les articles homonymes, voir A+.
A+ est une chaîne de télévision payante de divertissement familiale panafricaine francophone créée par Canal+ Overseas lancée le 24 octobre 2014.

## Historique
La chaîne A+ est lancée le 24 octobre 2014,dont la cible commerciale est la classe moyenne africaine naissante,,.
A+ rejoint le 22 décembre 2015, le boouquet satellite payant Canal+ Réunion puis, le 26 janvier 2016 celui de Canal+ Caraïbes. A+ International France est lancée le 9 février 2016 sur le bouquet national français Canalsat,. A+ intègre le bouquet Africain en 2017, bouquet de chaînes africaines géré par Thema et distribué chez les FAI. La chaîne est retirée de Canal le 30 mars 2019.
A+ Ivoire, version locale de A+, est lancée en janvier 2019. Elle exploite le canal 5 de la TNT ivoirienne, dès son lancement.

## Siège social
Le siège de la chaîne est installé à Boulogne-Billancourt, au siège de Canal+ Afrique, avec une équipe répartie entre la France et Abidjan (Côte d'Ivoire).

## Programmation
La chaîne propose 70 % de séries télévisées africaines principalement francophones mais aussi anglophones, lusophones et afro-américaines doublées en français, ainsi que des fictions comme des productions de Nollywood, des téléfilms ou des émissions de divertissement et de téléréalité, magazines et jeux. En 2018, A+ revoit sa grille avec une programmation consacrée uniquement aux séries africaines.